# Rijksstad Giengen
De rijksstad Giengen was een tot de Zwabische Kreits behorende rijksstad binnen het Heilige Roomse Rijk.
De huidige naam is Giengen an der Brenz.
Omstreeks 1077 wordt er een burcht aan de Brenz vermeld, waarna zich een familie van Giengen noemt. Omstreeks 1145 komt het dorp door huwelijk in handen van de Hohenstaufen, die de burcht uitbouwen tot hun bestuurscentrum in het dal van de Brenz. In 1307 hoort de stad bij de 12 oude Zwabische rijkssteden. In 1332 verpandt keizer Lodewijk de Beier de stad aan de graven van Helfenstein. De stad koopt zich in 1368 vrij. In 1481 verwerft de stad van keizer Frederik III de halsheerlijkheid. De Reformatie wordt in 1556 ingevoerd.
In de Reichsdeputationshauptschluss van 25 februari 1803 wordt in paragraaf 6 de inlijving bij het nieuwe keurvorstendom Württemberg geregeld.